# チープ・トリック
チープ・トリック（英: Cheap Trick）は、1974年にシカゴ郊外にあるイリノイ州ロックフォード市で結成されたアメリカのロックバンド。メンバーは、ロビン・ザンダー、リック・ニールセン、トム・ピーターソン、バン・E・カルロスの4人。
1977年にオリジナル・アルバム『チープ・トリック』でデビューし、同年後半に発売された2ndアルバム『蒼ざめたハイウェイ』で日本での成功を収めた。1979年に発売されたライブ・アルバム『チープ・トリックat武道館』はヒット作となり、同作からシングル・カットされた「甘い罠 (Live)」もBillboard Hot 100でトップ10入りし、1988年に発売されたシングル『永遠の愛の炎』で第1位を獲得した。
2016年3月時点で3700回以上のライブを行なっていて、世界でのアルバムの売上枚数は2000万枚（2013年12月時点）を超えている。
2016年にロックの殿堂入りを果たした。

## 来歴

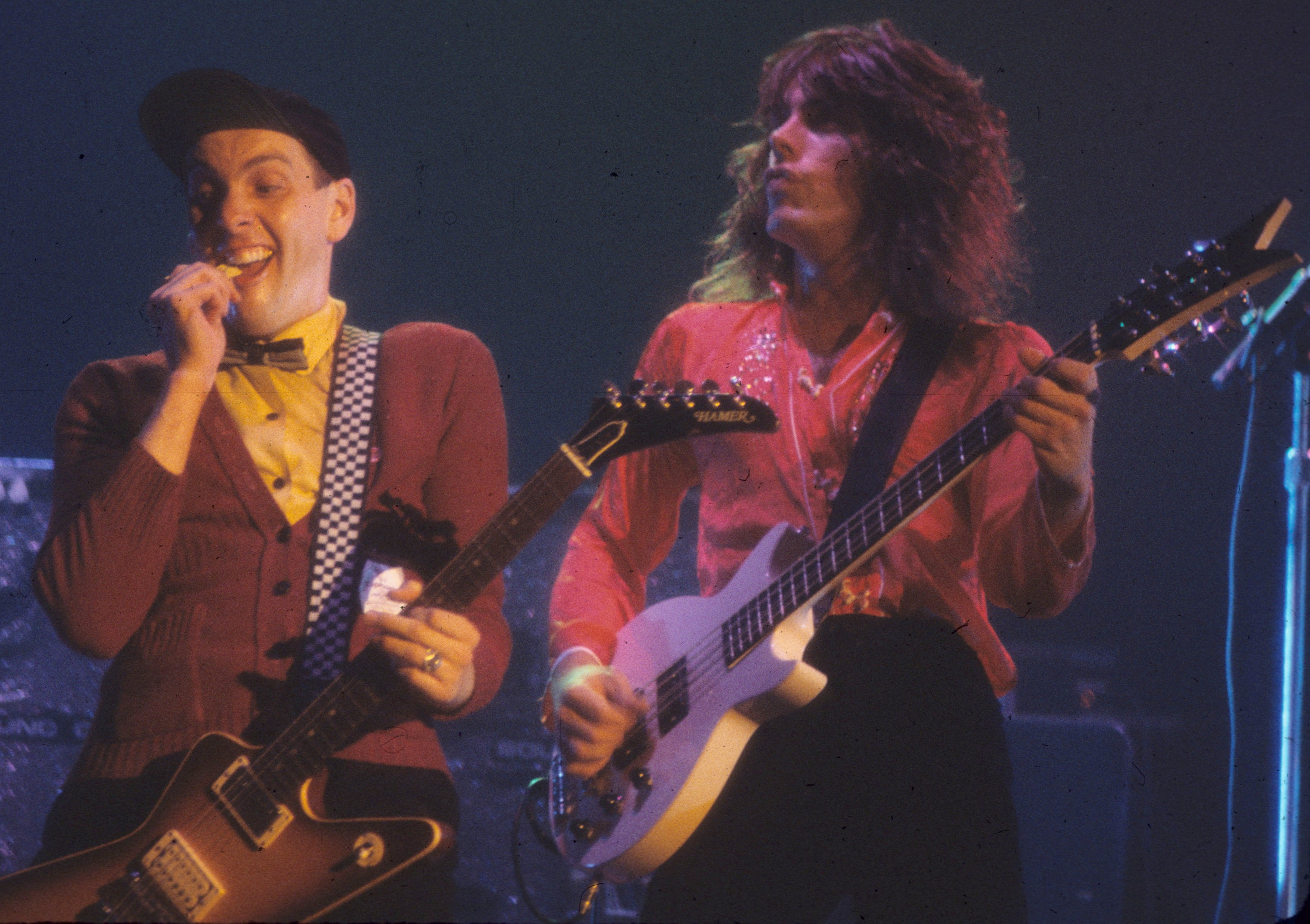
リック・ニールセン（左）とトム・ピーターソン（1977年）

リック・ニールセンとトム・ピーターソンは、Fuseというバンドのメンバーとして1969年にメジャー・デビューするが、商業的成功には恵まれず、一時はフィラデルフィアに拠点を移す。その後、リックとトムはイリノイ州に戻り、バン・E・カルロスやランディ・ホーガンと共にチープ・トリックを結成。しかし、ランディは間もなく脱退し、後任としてロビン・ザンダーが加入してラインナップが固まる。
1977年、デビュー・アルバム『チープ・トリック』発表。しかし、本国アメリカでは成功せず、その後2枚のアルバムもヒットしなかったが、日本では人気が高まっていき、1978年4月には、初の日本公演を行う。その時の模様を収録したライヴ・アルバム『チープ・トリックat武道館』（1978年）は、当初は日本限定企画だったが、本国アメリカで日本からの輸入盤が売れ出したため、1979年に本国でもリリースされ、バンドにとって初の全米トップ10入り（最高4位）を果たした。また、このアルバムからシングル・カットされた「甘い罠 (I Want You To Want Me)」は、Billboard Hot 100 で7位まで上昇し、バンドにとって初の大ヒット・シングルとなった。
1980年、ロビン以外の3人は、ジョン・レノン「アイム・ルージング・ユー」のレコーディング・セッションに参加。チープ・トリックが参加したヴァージョンは、ジョンのアルバム『ダブル・ファンタジー』には収録されず、後にボックス・セット『ジョン・レノン・アンソロジー』で発表される。同年発表のアルバム『オール・シュック・アップ』は、ビートルズとの仕事で知られるジョージ・マーティンがプロデュースを担当。しかし、同作を最後にトムが脱退。バンドはピート・コミタを迎えてツアーを行い、その後ピートに代わってジョン・ブラントが加入。トッド・ラングレンがプロデュースを担当した『ネクスト・ポジション・プリーズ』（1983年）等の意欲作を発表するが、セールス的には落ち込んでいった。1986年には、映画『トップガン』のサウンドトラックに「Mighty Wings」を提供。
1987年、トムがバンドに復帰。翌年には、アルバム『永遠の愛の炎』が全米16位のヒットとなり、同作からのシングル「The Flame」は、バンドにとって初の全米1位シングルとなった。第2弾シングルのエルヴィス・プレスリーのカバー「冷たくしないで」は全米4位。
その後、バンドはワーナー・ブラザース・レコードに移籍し、テッド・テンプルマンのプロデュースによる『蒼い衝動』（1994年）を発表するが、同作は商業的には成功せず、バンドはほどなくワーナー・ブラザースを離れる。以後、バンドはライヴ中心の活動に移行し、サブ・ポップからシングル「Baby Talk」をリリースした後は、Red AntやBig3といったインディーズ・レーベル（日本ではビクターエンタテインメント）から作品発表を継続する。
1999年、結成25周年を記念して銀婚式と意味を掛け「シルヴァー」と題した大規模なコンサートを故郷であるイリノイ州ロックフォードで開催、元メンバーであるジョン・ブラントや同郷のイリノイ州出身であるスマッシング・パンプキンズのビリー・コーガンの他ガンズ・アンド・ローゼズのスラッシュら多彩なゲストが出演した。
2003年 来日しサマーソニック03に出演。競演していた多くのパワーポップ系若手バンドからリスペクトを集める。
2008年 78年のアルバム「at 武道館」発売30周年を記念し、4月24日に再び日本武道館で公演。
2009年 ラスベガスにて2週間にわたり、ビートルズのアルバム「サージェント・ペパーズ・ロンリー・ハーツ・クラブ・バンド 」全曲を演奏するショー、Sgt. Pepper Liveを開催。フルオーケストラと競演、ジョーン・オズボーンなどがゲスト参加した。
2010年 従来より身体的な問題が伝えられていたバン・E・カルロスについて、バンドは、バン・E がメンバーとして籍は残すもののツアーには参加しないことを発表。以降、リック・ニールセンの息子ダックスがツアードラマーとして迎えられた。（その後2015年にバン・Eはインタビューにて、ツアーからの離脱はスケジュールやセットリストの長さの意見の食い違いに起因する、ロビン・ザンダーとの不仲によるものであったことを明かしている。）
2011年 7月17日、オタワ・ブルースフェスティバル（カナダ）での演奏中、強風のためステージが大崩落する事故が発生。メンバーは怪我を免れ、以降も精力的にツアーを継続する。
2012年 8月より、出身地ロックフォードのBurpee自然史博物館にて、リック・ニールセンのテーマ展「Rick’s Picks: A Lifelong Affair With Guitars & Music」開催。コレクターとしても知られるリックの所有する膨大なギターやトムのベース、様々な関連資料が展示される。
2013年 バン・E・カルロスが、自身がメンバーであるにもかかわらず新作のレコーディングへの参加が認められず、得られるはずの報酬も支払われていないとしてバンドを相手取った訴訟を起こす。残るメンバー3人はバン・Eが既にメンバーではないと主張して対抗訴訟を起こすが裁判所はこれを棄却。同年8月には来日し、10日、11日サマーソニック2013出演。
2015年 バン・E・カルロスが起こした訴訟が結審。2月下旬ロビンから、バン・Eが現在もバンドのメンバーであることを認める一方で、今後ツアーやレコーディングにはバン・Eが参加しない旨がアナウンスされた。同年12月、ディープ・パープル、シカゴ等とともに、翌2016年付でのロックの殿堂（The Rock and Roll Hall of Fame and Museum）入りが発表される。なお、2016年4月8日に行われた殿堂入りセレモニーにはバン・Eも出席し、6年ぶりの共演を披露している。
2016年  ダックス・ニールセンがレコーディングに参加したニューアルバム「バン・ズーム・クレイジー・ハロー」をBig Machine Label Groupより発表。

## メンバー
| 名前                                                   | プロフィール                                                             | 担当                  | 在籍期間                                                                  |
| 現メンバー                                             | 現メンバー                                                               | 現メンバー            | 現メンバー                                                                |
| ------------------------------------------------------ | ------------------------------------------------------------------------ | --------------------- | ------------------------------------------------------------------------- |
| ロビン・ザンダー （英: Robin Zander）                  | 1953年1月23日（72歳） アメリカ合衆国 ウィスコンシン州ベロイト            | ボーカル リズムギター | 1974年 - 現在                                                             |
| リック・ニールセン （英: Rick Nielsen）                | 1948年12月22日（76歳） アメリカ合衆国 イリノイ州エルムハースト           | リードギター コーラス | 1973年 - 現在                                                             |
| トム・ピーターソン （英: Tom Petersson）               | 1950年5月9日（74歳） アメリカ合衆国                                      | ベース コーラス       | 1973年 - 1980年 1987年 - 現在                                             |
| バン・E・カルロス （英: Bun E. Carlos）                | 1948年12月22日（76歳） アメリカ合衆国 イリノイ州エルムハースト           | ドラムス コーラス     | 1973年 - 現在                                                             |
| 旧メンバー                                             |                                                                          |                       |                                                                           |
| ランディ・ホーガン （英: Randy Hogan）                 | 1954年5月8日（70歳） アメリカ合衆国 ニューヨーク州ニュー・ハートフォード | ボーカル              | 1974年                                                                    |
| ピート・コミタ （英: Pete Comita）                     | アメリカ合衆国                                                           | ベース コーラス       | 1980年 - 1981年                                                           |
| ジョン・ブラント （英: Jon Brant）                     | 1950年2月20日（75歳） アメリカ合衆国 シカゴ                              | ベース コーラス       | 1981年 - 1987年 1999年 2004年 - 2005年 2007年                             |
| サポートメンバー                                       |                                                                          |                       |                                                                           |
| マジック・クリスティアン （英: Phil Cristian）         | アメリカ合衆国                                                           | キーボード コーラス   | 1982年 - 1986年 2002年 2008年 - 2011年 2012年 2013年 2014年 2015年 2016年 |
| スティーヴ・ウォルシュ （英: Steve Walsh）             | 1951年6月15日（73歳） アメリカ合衆国 ミズーリ州セントルイス              | キーボード コーラス   | 1985年                                                                    |
| マーク・ラディス （英: Mark Radice）                   | 1957年11月23日（67歳） アメリカ合衆国 ニュージャージー州ニューアーク     | キーボード コーラス   | 1985年                                                                    |
| トッド・ハワース （英: Tod Howarth）                   | 1957年9月24日（67歳） アメリカ合衆国 カリフォルニア州サンディエゴ        | キーボード コーラス   | 1986年 - 1987年 1990年 - 1996年 1999年 2000年 2008年                      |
| ダックス・ニールセン （英: Daxx Nielsen）              | 1980年8月12日（44歳） アメリカ合衆国                                     | ドラムス              | 2001年 2010年 - 現在                                                      |
| ロビン・テイラー・ザンダー （英: Robin Taylor Zander） | アメリカ合衆国                                                           | ギター コーラス       | 不明 - 現在                                                               |

## ディスコグラフィ

### スタジオ・アルバム
- チープ・トリック - Cheap Trick (1977)
- 蒼ざめたハイウェイ - In Color (1977)　73位 プラチナム(US)
- 天国の罠 - Heaven Tonight (1978)　48位 プラチナム(US)
- ドリーム・ポリス - Dream Police (1979)　6位 プラチナム(US)
- オール・シュック・アップ - All Shook Up (1980)　24位 ゴールド(US)
- ワン・オン・ワン - One On One (1982)　39位 ゴールド(US)
- ネクスト・ポジション・プリーズ - Next Position Please (1983)　61位(US)
- スタンディング・オン・ジ・エッジ - Standing On The Edge (1985)　35位(US)
- ザ・ドクター - The Doctor (1986)　115位(US)
- 永遠の愛の炎 - Lap Of Luxury (1988)　16位 プラチナム(US)
- バステッド - Busted (1990)　48位(US)
- 蒼い衝動 - Woke Up With A Monster (1994)　123位(US)
- チープ・トリック - Cheap Trick (1997)　99位(US)
- スペシャル・ワン - Special One (2003)　128位(US)
- ロックフォード - Rockford (2006)　101位(US)
- ザ・レイテスト - The latest (2009)　78位(US)
- バン・ズーム・クレイジー・ハロー - Bang, Zoom, Crazy...Hello (2016)
- ウィア・オール・オーライト! - We're All Alright! (2017)
- クリスマス・クリスマス - Christmas Christmas (2017)
- イン・アナザー・ワールド - In Another World (2021)

### EP
- 今夜は帰さない - Clock Strikes Ten (1977)
- カリフォルニア・マン - California Man (1978)
- デイ・トリッパー - Found All The Parts (1980)

### ライブ・アルバム
- チープ・トリックat武道館 - Cheap Trick at Budokan (1978)　4位 3Ｘプラチナム(US)
- at武道館II - Budokan II（1993)
- ミュージック・フォー・ハングオーヴァーズ - Music for Hangovers (1999)
- シルヴァー - Silver (2001)
- Sessions@AOL EP (2005) ダウンロード販売
- Sgt. Peppers Live (2009)
- Live at The Whisky 1977 (2022)[13]

### コンピレーション・アルバム
- グレイテスト・ヒッツ - The Greatest Hits (1991)
- セックス・アメリカ・チープ・トリック - Sex, America, Cheap Trick (1996)
- エッセンシャル・チープ・トリック - The Essential Cheap Trick (2004)
- ジャパニーズ・シングル・コレクション-グレイテスト・ヒッツ- - Japanese Singles Collection-Greatest Hits- (2018,日本限定)

## 日本公演
1978年
- 4月25日 福岡市九電記念体育館、26日 名古屋市公会堂、27日 大阪厚生年金会館、28日 日本武道館、5月1日 静岡駿府会館

1979年
- 3月17日・18日 フェスティバルホール、19日 日本武道館、20日 名古屋市公会堂、22日 福岡市九電記念体育館、23日 名古屋市公会堂、24日 金沢実践倫理記念会館、26日 秋田県民会館、27日 宮城県民会館、28日 静岡駿府会館、29日 日本武道館、30日 北海道厚生年金会館

1980年（Japan Jam出演）
- 8月16・17日 横浜スタジアム、19日 神戸六甲山スキー場

1990年
- 10月3日 日本武道館、4日 横浜文化体育館、6日 フェスティバルホール、7日 名古屋国際会議場センチュリーホール